# Nobody Wants to Be Lonely
Nobody Wants to Be Lonely – ballada popowa stworzona na drugi anglojęzyczny album studyjny portorykańskiego piosenkarza Ricky’ego Martina pt. Sound Loaded (2000). Powstały przy gościnnym udziale piosenkarki Christiny Aguilery oraz wyprodukowany przez Waltera Afanasieffa, utwór wydany został jako drugi singel promujący krążek dnia 9 stycznia 2001 roku. W 2002 kompozycja została nominowana do nagrody Grammy w kategorii najlepsza współpraca wokalna – muzyka pop, lecz przegrała w walce o statuetkę, którą przyznano utworowi „Lady Marmalade” w wykonaniu Aguilery, Lil’ Kim, Mýi i Pink.
Singel zyskał zasadniczo mieszane recenzje od krytyków muzycznych oraz zdobył popularność na listach przebojów, plasując się wysoko w ogólnoświatowych zestawieniach (w tym na szczycie list w Polsce, Nowej Zelandii i Brazylii).

## Informacje o utworze

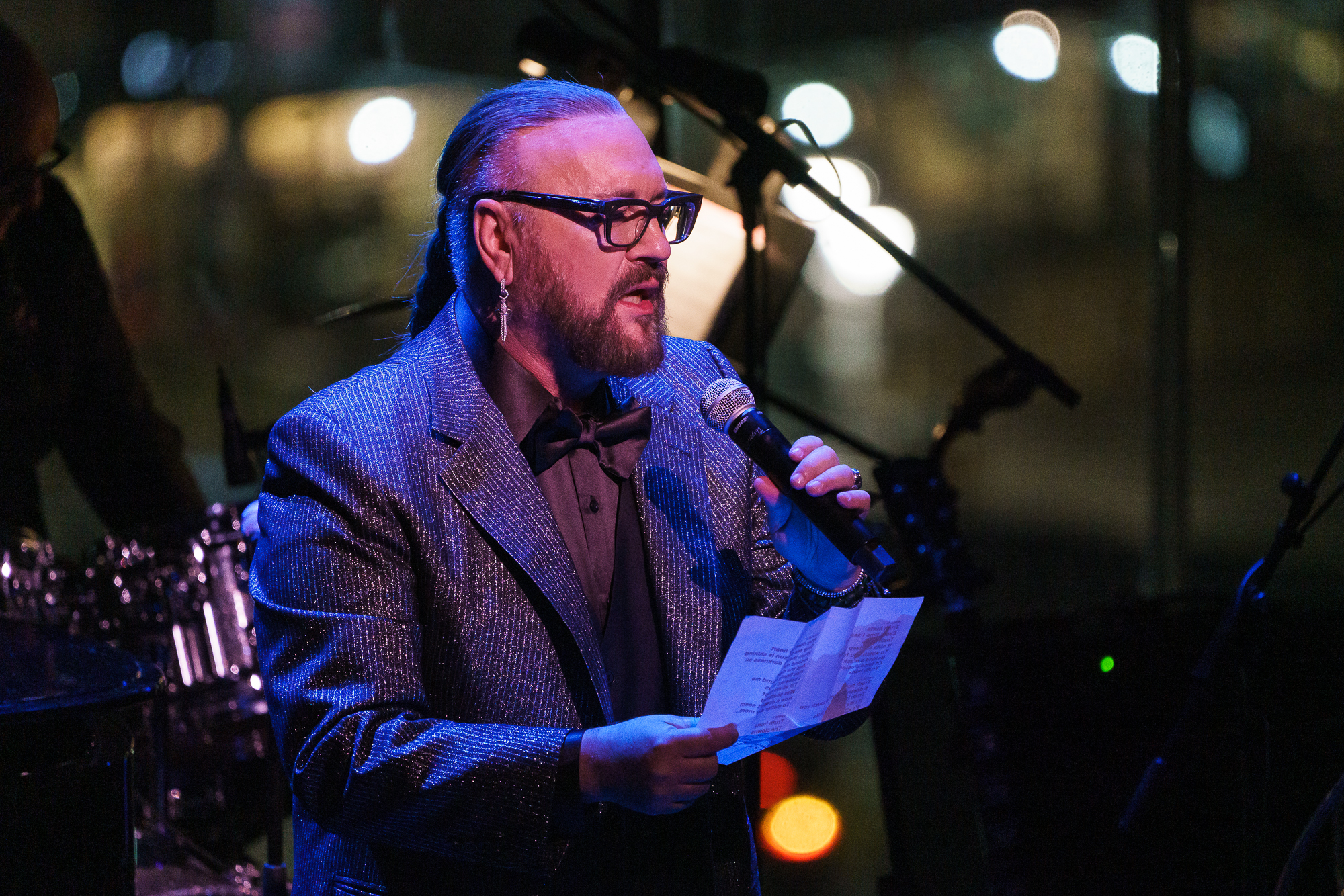
Desmond Child, współautor piosenki.

Początkowo utwór miał zostać nagrany w duecie z Britney Spears, wokalistka odmówiła jednak współpracy z powodu zbliżającej się trasy koncertowej. W związku z odmową, plany zostały zmienione – propozycję nagrania wspólnego singla złożono Christinie Aguilerze, która to ostatecznie ją zaakceptowała. Autorami utworu są Desmond Child, Gary Burr i Victoria Shaw, gotową kompozycję wyprodukował Walter Afanasieff, zdobywca nagrody Grammy. Child kolaborował z Martinem już w 1999, przy realizacji utworów „Livin’ la Vida Loca” i „The Cup of Life”; na album Sound Loaded wyprodukował także singlowy hit „She Bangs”. Ricky Martin chwalił sobie współpracę z Christiną Aguilerą. W jednym z udzielonych wywiadów wyznał: „Praca z nią była niczym marzenie. Pięknym przeżyciem było usłyszeć, jak nagrywa wokale. Jej głos, siła, interpretacja – (ona – przyp.) jest po prostu genialna”. Piosenka „Nobody Wants to Be Lonely” znalazła się na składance z największymi przebojami Aguilery pt. Keeps Gettin' Better – A Decade of Hits (2008), a także na sześciu kompilacjach Martina: La Historia (2001; w wersji hiszpańskojęzycznej), The Best of Ricky Martin (2001), Ricky Martin 17 (2008), 17: Greatest Hits (2011), Playlist: The Very Best of Ricky Martin (2012) oraz Greatest Hits: Souvenir Edition (2013).

### Obecność w kulturze masowej
Wiosną 2016 roku nagranie znalazło się na playliście sporządzonej przez kandydującą na stanowisko prezydenckie byłą Sekretarz stanu Stanów Zjednoczonych Hillary Clinton. Za pośrednictwem serwisu Spotify Clinton skompilowała playlistę trzydziestu utworów muzycznych; wykonawcami każdej z piosenek zostali artyści mocno zaangażowani w działalność społeczną. 6 czerwca 2016 odbył się koncert zorganizowany przez komitet Hillary Victory Fund. Wzięli w nim udział wspierani przez Hilton piosenkarze.

## Wydanie singla
„Nobody Wants to Be Lonely” to singel, który udowodnił, że czołowe wydawnictwa singlowe (wydawnictwa mainstreamowych artystów) potrafią sprzedać się dobrze nawet bez znacznej promocji medialnej i przy wąskiej dystrybucji. Choć wydany w Stanach Zjednoczonych tylko w formacie airplay, utwór odniósł sukces komercyjny, osiągając pozycję 13. listy Billboard Hot 100 oraz będąc zestawionym w kilku innych notowaniach Billboardu. Został czwartym z kolei singlem Ricky’ego Martina oraz szóstym Christiny Aguilery, który dotarł do Top 20 prestiżowego Billboard Hot 100. Inne wysokie pozycje zanotowane przez singel to miejsca: drugie na listach przebojów singlowych Hiszpanii, Szwajcarii i Włoszech, trzecie w Holandii, RPA i Szwecji, czwarte w Finlandii, Kanadzie i Wielkiej Brytanii czy ósme w Australii. Największą popularność piosenka zyskała w Polsce, Brazylii, na Filipinach, w Indonezji i Nowej Zelandii, gdzie singel osiągnął pozycje szczytowe list przebojów. Przez dziewięć tygodni z rzędu singel bronił pierwszego miejsca w notowaniu World Chart Show, badającym popularność utworów w ogólnoświatowych radiofoniach. W marcu 2001 roku był utworem najczęściej odtwarzanym przez BBC Radio 1.
W Polsce „Nobody Wants to Be Lonely” uplasował się w trzech osobnych notowaniach. Na liście przebojów airplayu, wydanej przez Związek Producentów Audio-Video, dotarł do miejsca pierwszego. Zdobył też szczyt w zestawieniu hitów radiowych, które skompilował magazyn Music & Media. Tę pozycję zajmował przez cztery kolejne tygodnie. W notowaniu 30 ton – lista, lista przebojów (stanowiącym nieoficjalną polską listę singlowych przebojów do roku 2006) objął miejsce czwarte.
Australijska organizacja Australian Recording Industry Association (ARIA) przyznała singlowi certyfikat platynowej płyty, europejski oddział International Federation of the Phonographic Industry (IFPI) – certyfikaty złota w Szwajcarii i Szwecji. Wyprzedano ponad trzy miliony osiemset pięćdziesiąt tysięcy egzemplarzy singla na całym świecie.

## Opinie
Utwór wymieniany jest w rankingach najlepszych piosenek miłosnych. Muzyczna stacja telewizyjna VH1 przypisała „Nobody Wants to Be Lonely” miejsce 97. w swoim zestawieniu, na podobnej liście utwór umieściła witryna Lifestyle Lounge. W sierpniu 2014 roku Jason Lipshutz, redaktor magazynu Billboard, uznał singel za jeden z piętnastu największych hitów Christiny Aguilery w Stanach Zjednoczonych, pomimo iż „Nobody Wants to Be Lonely” jest w istocie singlem Ricky’ego Martina, z Aguilerą na featuringu.

### Recenzje
„Nobody Wants to Be Lonely” uzyskał tak pozytywne, jak i mieszane recenzje krytyków muzycznych. David Browne, współpracujący z magazynem Entertainment Weekly, wycenił utwór na „C+” (w odwołaniu do skali szkolnej, A–E). „Po przyłączeniu partnerki w postaci Christiny Aguilery, naszpikowany latynoskimi perkusjami kawałek Ricky’ego Martina 'Nobody Wants to Be Lonely’ (...) z posępnej, romantycznej propozycji przekształca się w mocny, odśpiewany pełną skalą głosu duet. Tak czy inaczej, to niewiele więcej niż tylko efektywna harówka dostarczona z rąk współautora/producenta Desmonda Childa. W skali wielkiego Childa, wielkość piosenki plasuje się w połowie drogi pomiędzy nieszczęsnym 'How Can We Be Lovers’ a nieśmiertelnym ‘Livin’ la Vida Loca'” – zrecenzował kolaborację pomiędzy Martinem i Aguilerą Browne. Jose F. Promis (AllMusic) wymienił „Nobody Wants to Be Lonely” wśród trzech najlepszych utworów z albumu Martina Sound Loaded. Omawiając niniejszy krążek, recenzent serwisu Onet.pl określił piosenkę jako „podniosłą, romantyczną balladę z zadumą w tle, która oparta została na 'upopowionym' soulu”; dziennikarz dodał, że wykonanie piosenki jest przekonujące. Pamflecista witryny ukmix.org wyznał, że był zaskoczony singlem, oraz docenił interpretacje wokalne piosenki przez Martina i Aguilerę. Filip Wiącek z serwisu internetowego AllAboutMusic.pl uznał, że „Nobody Wants to Be Lonely” „wypadł ładnie”, lecz jest „nijaki, zbyt banalny”. Zdaniem Loli, publicystki współtworzącej dział „Muzyka” w ramach witryny Wirtualna Polska, nagranie Martina i Aguilery to propozycja dla osób „chcących się poprzytulać”, „spełniająca swą pościelową funkcję”.
Na antenie Radio Energy Berlin uznano, że „Nobody Wants to Be Lonely” to „pewniak”, który musi stać się przebojem; opinii tej wtórowali też dziennikarze ze stacji NDR 2. BR3 Germany stwierdziło, że utwór jest wybitny.

## Teledysk
Wideoklip do utworu wyreżyserował w grudniu 2000 roku Wayne Isham, współpracujący już wcześniej z Rickym Martinem przy realizacji klipów do przebojów „She Bangs” i „Livin’ la Vida Loca”. Zdjęcia powstawały w Miami Biltmore Hotel – luksusowym hotelu na Florydzie. Na ogół teledysku składają się sceny, w których wykonawcy śpiewają w pałacu; ponadto, w niektórych scenach, Martin wykonuje swoje partie w labiryncie, pod żywopłotem. „Nobody Wants to Be Lonely” to pierwszy wideoklip, w którym Christina Aguilera zaprezentowała swój piercing. Choreografię do klipu stworzyła Tina Landon. Premiera wideo nastąpiła w lutym 2001.
W roku 2002 teledysk wyróżniono nagrodą ALMA, a osiem lat później, w 2010, uwzględniony został on w telewizyjnym zestawieniu „100 klipów, które wstrząsnęło VIVĄ!”.

## Promocja i wykonania koncertowe
Martin i Aguilera wykonali utwór podczas kilku wspólnych występów, między innymi w trakcie jednego z odcinków programu telewizji BBC Top of the Pops, podczas talk-show NBC The Tonight Show with Jay Leno czy na gali rozdania nagród World Music Awards w 2001. Indywidualnie główny wykonawca odśpiewał piosenkę na ceremonii American Music Awards 2001.
W latach 2013–2014 piosenka stanowiła stały punkt trasy koncertowej o nazwie Ricky Martin Live. Wykonywana była przy współudziale australijskich artystów, Luke’a Kennedy’ego oraz Ms Murphy.
W kwietniu 2017 roku ruszyła seria koncertów dawanych przez Martina w Las Vegas (tak zwanych residency concert shows). W ramach tych występów wokalista wykonywał przed zgromadzoną publicznością balladę „Nobody Wants to Be Lonely”. W trakcie wykonań na scenie w tle towarzyszył mu ekran przedstawiający Christinę Aguilerę, śpiewającą swoje partie. Aguilera nagrała wokalne wideo specjalnie na rzecz koncertów Martina.

## Listy utworów i formaty singla
Amerykański 12” Winyl #1
1. „Nobody Wants to Be Lonely” (Boris and Beck Extended Mix) – 7:57
2. „Nobody Wants to Be Lonely” (Boris and Beck Radio Mix) – 4:05
3. „Nobody Wants to Be Lonely” (Boris and Beck Dub Mix) – 6:46
4. „Nobody Wants to Be Lonely” (Boris and Beck Mix Show Mix) – 5:55

Amerykański 12” Winyl #2
1. „Nobody Wants to Be Lonely” (Duet Radio Version) – 4:11
2. „Sólo quiero amarte” (Robbie Rivera’s Diskofied Mix) – 8:10
3. „Sólo quiero amarte” (Robbie Rivera’s Smooth Mix) – 7:37
4. „Sólo quiero amarte” (Radio Version) – 3:59

Holenderski CD maxi singel
1. „Nobody Wants to Be Lonely” (Duet Radio Version) – 4:11
2. „Sólo quiero amarte” (Radio Version) – 3:59
3. „Sólo quiero amarte” (Robbie Rivera’s Smooth Mix) – 7:37
4. „Sólo quiero amarte” (wideoklip) – 4:07

### Oficjalne wersje
1. Oryginalna, anglojęzyczna wersja albumowa.
2. Solowa, anglojęzyczna wersja radiowa (podobna do wersji albumowej, lecz zawierająca nieznacznie zmieniony deseń bębniarski).
3. Radiowa wersja w duecie (zupełnie inny deseń bębniarski, także różny od oryginału wokal Christiny Aguilery).
4. Remiksy Boris and Beck.
5. Hiszpańskojęzyczna wersja radiowa – „Sólo quiero amarte”.

## Nagrody i wyróżnienia
| Rok  | Ceremonia        | Nagroda                                   | Rezultat  |
| ---- | ---------------- | ----------------------------------------- | --------- |
| 2002 | Grammy Awards    | najlepsza współpraca wokalna – muzyka pop | Nominacja |
| 2002 | ALMA Awards      | wybitny teledysk                          | Wygrana   |
| 2004 | Premios Juventud | dynamiczny duet                           | Nominacja |

## Pozycje na listach przebojów
| Kraj                         | Notowanie (2001)              | Wydawca                          | Najwyższa pozycja |
| ---------------------------- | ----------------------------- | -------------------------------- | ----------------- |
| Argentyna                    | Top 100 Airplay               | IFPI                             | 1                 |
| Australia                    | Top 100 Singles               | ARIA Charts                      | 8                 |
| Austria                      | Top 75 Singles                | Ö3 Austria Top 40                | 13                |
| Belgia (Flandria)            | Ultratop 50                   | Ultratop                         | 11                |
| Belgia (Region Waloński)     | Ultratop 40                   | Ultratop                         | 16                |
| Brazylia                     | Top 100 Singles               | Billboard Brasil                 | 1                 |
| Dania                        | Top 40 Singles                | Tracklisten                      | 6                 |
| Europa                       | Hot 100 Singles               | Billboard                        | 2                 |
| Europa                       | Radio Top 50                  | Music & Media                    | 2                 |
| Europa niemieckojęzyczna     | Top 20 Airplay                | Music & Media                    | 2                 |
| Filipiny                     | Official Singles Chart        | PARI                             | 1                 |
| Finlandia                    | Official Airplay Chart        | IFPI                             | 1                 |
| Finlandia                    | Top 20 Singles                | ÄKT                              | 4                 |
| Francja                      | Top 100 Singles               | SNEP                             | 28                |
| Grecja                       | Top 50 Singles                | ΕΕΠΗ                             | 2                 |
| Hiszpania                    | Top 40 Airplay                | PROMUSICAE                       | 20                |
| Hiszpania                    | Top 50 Singles                | PROMUSICAE                       | 2                 |
| Holandia                     | Dutch Top 40                  | MegaCharts                       | 3                 |
| Holandia                     | Mega Single Top 100           | MegaCharts                       | 4                 |
| Holandia                     | Top 25 Airplay                | Aircheck Nederland/Music & Media | 2                 |
| Indonezja                    | Official Singles Chart        | LIMA                             | 1                 |
| Irlandia                     | Top 50 Singles                | IRMA                             | 12                |
| Japonia                      | Top 100 Singles               | Oricon                           | 19                |
| Kanada                       | Top 200 Singles               | Nielsen SoundScan                | 4                 |
| Łotwa                        | Top 50 Airplay                | IFPI                             | 2                 |
| Niemcy                       | Top 100 Singles               | Media Control Charts             | 5                 |
| Norwegia                     | Top 20 Singles                | VG-lista                         | 5                 |
| Nowa Zelandia                | Top 40 Singles                | RIANZ                            | 1                 |
| Polska                       | Official Airplay Chart        | Music & Media                    | 1                 |
| Polska                       | Top 30 Airplay                | ZPAV                             | 1                 |
| Polska                       | Top 30 Singles                | 30 ton – lista, lista przebojów  | 4                 |
| Portugalia                   | Official Singles Chart        | AFP                              | 5                 |
| Republika Południowej Afryki | Top 100 Singles               | RISA                             | 3                 |
| Skandynawia                  | Top 20 Airplay                | Music & Media                    | 9                 |
| Stany Zjednoczone            | Adult Contemporary            | Billboard                        | 3                 |
| Stany Zjednoczone            | Adult Top 40                  | Billboard                        | 27                |
| Stany Zjednoczone            | Billboard Hot 100             | Billboard                        | 13                |
| Stany Zjednoczone            | Billboard Hot 100 Airplay     | Billboard                        | 10                |
| Stany Zjednoczone            | Hot Dance Club Songs          | Billboard                        | 12                |
| Stany Zjednoczone            | Hot Latin Tracks              | Billboard                        | 9                 |
| Stany Zjednoczone            | Latin Pop Songs               | Billboard                        | 9                 |
| Stany Zjednoczone            | Latin Tropical Songs          | Billboard                        | 12                |
| Stany Zjednoczone            | Mainstream Top 40 (Pop Songs) | Billboard                        | 8                 |
| Stany Zjednoczone            | R&R CHR/Pop Charts            | Radio & Records                  | 7                 |
| Stany Zjednoczone            | Rhythmic Top 40               | Billboard                        | 20                |
| Stany Zjednoczone            | Top 40 Tracks                 | Billboard                        | 10                |
| Szwajcaria                   | Top 100 Singles               | Schweizer Hitparade              | 2                 |
| Szwecja                      | Top 60 Singles                | Sverigetopplistan                | 3                 |
| Świat                        | United World Chart            | Media Traffic                    | 1                 |
| Świat                        | World Chart Show              | High Energy Radio/Radio Express  | 1                 |
| Ukraina                      | Official Singles Chart        | IFPI                             | 7                 |
| Węgry                        | Official Airplay Chart        | Magyar Rádió/Heti Scucs          | 1                 |
| Węgry                        | Top 10 Singles                | MAHASZ                           | 1                 |
| Wielka Brytania              | UK Official Airplay Chart     | OCC                              | 5                 |
| Wielka Brytania              | UK Singles Chart              | OCC                              | 4                 |
| Włochy                       | Official Airplay Chart        | FIMI/Music & Media               | 6                 |
| Włochy                       | Top 50 Singles                | FIMI                             | 2                 |

### Listy końcoworoczne
| Kraj/region       | Notowanie (2001)     | Wydawca             | Pozycja |
| ----------------- | -------------------- | ------------------- | ------- |
| Europa            | Hot 100 Singles      | Billboard           | 35      |
| Europa            | Radio Top 50         | Music & Media       | 22      |
| Nowa Zelandia     | Top 40 Singles       | RIANZ               | 28      |
| Stany Zjednoczone | Billboard Hot 100    | Billboard           | 55      |
| Stany Zjednoczone | Latin Tropical Songs | Billboard           | 9       |
| Szwajcaria        | Top 100 Singles      | Schweizer Hitparade | 19      |
| Wielka Brytania   | UK Singles Chart     | OCC                 | 80      |

## Sprzedaż i certyfikaty
| Kraj                         | Wydawca | Certyfikat | Sprzedaż |
| ---------------------------- | ------- | ---------- | -------- |
| Australia                    | ARIA    | złoto      | 35 000+  |
| Dania                        | IFPI    | złoto      | 4 000+   |
| Republika Południowej Afryki | RISA    | złoto      | 25 000+  |
| Szwajcaria                   | IFPI    | złoto      | 15 000+  |
| Szwecja                      | IFPI    | złoto      | 10 000+  |

## Historia wydania
| Region            | Data            | Format             |
| ----------------- | --------------- | ------------------ |
| Stany Zjednoczone | 9 stycznia 2001 | airplay            |
| Holandia          | luty 2001       | singel CD, airplay |
| Wielka Brytania   | 26 lutego 2001  | singel CD          |